# Segundo Esquema de Simplificação de Caracteres Chineses
O Segundo Esquema de Simplificação de Caracteres Chineses, para introduz uma segunda rodada de caracteres chineses simplificados, foi uma reforma ortográfica abortada promulgada em 20 de dezembro de 1977 pela República Popular da China (RPC). Pretendia-se substituir a primeira rodada de caracteres simplificados já em uso. A proposta completa continha duas listas. A primeira lista consistia em 248 caracteres que deveriam ser simplificados, e a segunda lista consistia em 605 caracteres para avaliação e discussão. Destes, 21 da primeira lista e 40 da segunda serviram como componentes de outros caracteres, ampliando o impacto sobre o chinês escrito.
Na sequência de uma confusão generalizada e da oposição, a segunda ronda de simplificação foi oficialmente revogada em 24 de Junho de 1986 pelo Conselho de Estado. Desde então, a RPC tem usado os caracteres simplificados da primeira rodada como seu roteiro oficial. Em vez de descartar uma maior simplificação, no entanto, a retratação declarou que uma nova reforma dos caracteres chineses deve ser feita com cautela. Hoje, alguns caracteres simplificados de segunda rodada, embora considerados fora do padrão, continuam a sobreviver no uso informal. A questão de saber se e como a simplificação deve prosseguir continua a ser uma questão de debate.